# Oleg Kutscherenko
Oleg Nikolajewitsch Kutscherenko (ukrainisch Олег Миколайович Кучеренко / Oleh Mykolajowytsch Kutscherenko; * 20. Dezember 1968 in Krasnyj Lutsch, Oblast Lugansk, Ukrainische SSR) ist ein ehemaliger sowjetischer bzw. deutscher Ringer. Er wurde 1992 Olympiasieger im griechisch-römischen Stil im Papiergewicht für das Vereinte Team.

## Werdegang
Oleg Kutscherenko kam als junger Schüler zum Ringen und trainierte schon ab seinem 11. Lebensjahr an einem Leistungszentrum in Lugansk. Er konzentrierte sich dabei auf den griechisch-römischen Stil. Bereits im Juniorenalter gehörte er zu den besten sowjetischen Ringern im Papiergewicht, der Gewichtsklasse, die damals ihr Gewichtslimit bei 48 kg Körpergewicht hatte.
Den ersten großen Erfolg auf der internationalen Ringermatte erzielte Oleg Kutscherenko bei der Junioren-Weltmeisterschaft (Espoirs) 1987 in Burnaby/Kanada, wo er im Papiergewicht vor Wilber Sánchez aus Kuba und Rosario Schmitt aus der Bundesrepublik Deutschland den Titel gewann. Binnen zwei Jahren setzte er sich dann auch bei den Senioren in der Sowjetunion gegen seine vielen Konkurrenten wie Sergei Suworow, Samuel Danieljan, Natig Aiwasow, Iwan Samtajew und Magyatdin Allachwerdijew durch. Er startete bei der Europameisterschaft 1989 in Oulu und kam dort im Papiergewicht auf den 3. Platz. Dabei musste er im Halbfinale nach 1:53 Minuten eine Schulterniederlage gegen Markus Scherer aus der Bundesrepublik Deutschland hinnehmen.
Mehr Glück hatte Oleg Kutscherenko bei der Weltmeisterschaft 1989 in Martigny/Schweiz, denn er unterlag dort im Papiergewicht in seinem dritten Kampf gegen Andrzej Głąb aus Polen, profitierte aber davon, dass dieser wiederum von dem Südkoreaner Kwan Duk-yong besiegt wurde. So wurde er trotzdem Poolsieger und schlug im Finale den Olympiasieger von 1988 Jon Rønningen aus Norwegen ganz klar mit 14:3 techn. Punkten und war damit Weltmeister.
Bei der Europameisterschaft 1990 in Posen wurde er im Fliegengewicht eingesetzt. Auch in dieser Gewichtsklasse kämpfte er sich in das Finale vor, in dem er aber gegen Jon Rønningen klar nach Punkten unterlag. Bei der Weltmeisterschaft 1990 in Rom startete er wieder im Papiergewicht und siegte dort über Benazid aus Algerien, Dov Groberman aus Israel, glücklich über Wilber Sánchez aus Kuba, Andrzej Głąb und im Finale auch über Olympiasieger Vincenzo Maenza aus Italien und wurde damit schon zum zweiten Mal Weltmeister.
1991 wurde Oleg Kutscherenko nur bei der Weltmeisterschaft in Warna eingesetzt. Er startete dort wieder im Fliegengewicht und konnte sich in dieser Gewichtsklasse wieder nicht durchsetzen. Er unterlag im Viertelfinale gegen den Kubaner Raúl Martínez Alemán und belegte damit den 5. Platz.
Bei den Olympischen Spielen 1992 in Barcelona startete er für die Gemeinschaft Unabhängiger Staaten (GUS) wieder im Papiergewicht. Er war in hervorragender Form und besiegte nacheinander Lars Rønningen, Norwegen, Kwan Duk-yong, Südkorea, Masanori Ohashi, Japan, Iliuță Dăscălescu, Rumänien, Wilber Sánchez (klar mit 11:0 techn. Punkten) und im Finale Vincenzo Maenza mit 3:0 techn. Punkten und wurde damit Olympiasieger.
Nach dem Zerfall der Sowjetunion stellte sich zu Beginn des Jahres 1993 für Oleg Kutscherenko die Frage, wie es für ihn sportlich und wirtschaftlich weiter gehen sollte. Er entschloss sich nach Deutschland zu gehen und sich um die deutsche Staatsbürgerschaft zu bemühen. Mit Hilfe alter Sportkameraden ließ er sich in Frankfurt (Oder) nieder und startete ab 1994 für die WKG Frankfurt (Oder)/Luckenwalde. Er erhielt dann noch im Jahre 1994 die deutsche Staatsbürgerschaft. Nach zwei Jahren wechselte er zum KSV Köllerbach, dem er bis zum Ende seiner Ringerlaufbahn 2007 treu blieb. Seine wirtschaftliche Basis fand er als Bundeswehrangehöriger.
Seinen ersten Start für die deutsche Mannschaft absolvierte er im Jahre 1995 bei der Europameisterschaft in Besançon. Er traf dort in seinem ersten Kampf auf seinen ehemaligen russischen Mannschaftskameraden Zafar Gulijew, gegen den er, geschwächt durch starkes Gewichtmachen, klar mit 1:6 techn. Punkten verlor. Danach zeigte er aber hervorragende Kämpfe und besiegte Francois Lambert aus Frankreich, Imre Szarka aus Ungarn, Bayram Özdemir aus der Türkei, Fariborz Besarati aus Schweden und im Kampf um die Bronzemedaille Aljaksandr Paulau aus der Ukraine, den er mit 6:1 techn. Punkten klar beherrschte.
Bei der Weltmeisterschaft 1995 in Prag war es wiederum Zafar Gulijew, der einen Medaillengewinn von Oleg Kutscherenko verhinderte. Er besiegte zunächst Sami Salminen aus Finnland (10:0), verlor dann gegen Gulijew knapp mit 5:7 und besiegte dann Marian Manolescu aus Rumänien 10:0, Wilber Sánchez 9:0, Aljaksandr Paulau 5:0 und Mujaahid Maynard aus den Vereinigten Staaten mit 9:1 techn. Punkten. Im Kampf um die Bronzemedaille traf er erneut auf Zafar Gulijew, dem er wieder, dieses Mal klar mit 0:6 techn. Punkten unterlag.
Im Jahre 1996 erhielt Oleg Kutscherenko kurzfristig die Chance bei den Olympischen Spielen in Atlanta im Papiergewicht zu starten. Er war deswegen nicht optimal vorbereitet, was sich in seinen Kämpfen widerspiegelt. Nach einem überlegenen Sieg über Taha Aganasad Saidow aus Aserbaidschan (10:0) verlor er bei Punktgleichheit von 1:1 durch Kampfrichterentscheid gegen Wilber Sánchez und danach auch gegen den Nordkoreaner Kang Yong-Gyun und belegte in der Endabrechnung nur den 12. Platz.
Ab 1997 trat eine vom internationalen Ringerverband (FILA) beschlossene Gewichtsklassenänderung in Kraft. Nach dieser fiel das Papiergewicht ersatzlos weg und Oleg Kutscherenko musste ab diesem Zeitpunkt im Fliegengewicht, dessen Gewichtslimit von 1997 bis 2001 bei 54 kg Körpergewicht lag, kämpfen. In dieser Gewichtsklasse rang in Deutschland aber auch Alfred Ter-Mkrtchyan, der ihm diesen Startplatz streitig machte. 1997 wurde aber Oleg Kutscherenko bei der Europameisterschaft in Kouvala eingesetzt. Trotz bemerkenswerten Siegen über Ercan Yıldız aus der Türkei, Valentin Rebegea aus Rumänien und Natig Aiwasow aus Aserbaidschan belegte er dort nur den 4. Platz, weil er sowohl im Pool als auch im Kampf um die Bronzemedaille gegen Oleg Nemtschenko aus Russland unterlag.
Bei der Europameisterschaft 1998 in Minsk belegte Oleg Kutscherenko im Fliegengewicht den 5. Platz. Er besiegte dort Petr Švehla aus Tschechien und Andrij Kalaschnykow aus der Ukraine und unterlag gegen Natig Aiwasow knapp mit 2:3 techn. Punkten, wobei diese Niederlage dadurch zustande kam, dass ihm beim Stande von 2:2 von einem Kampfrichter aus einem Nachfolgestaat der UdSSR eine aus deutscher Sicht unberechtigte Verwarnung erteilt wurde, weil er die Bodenlage nicht korrekt eingenommen haben soll. Damit verlor er diesen Kampf mit 2:3 Punkten. Bei der Weltmeisterschaft 1998 in Gävle/Schweden besiegte er u. a. Shawn Sheldon aus den Vereinigten Staaten, unterlag aber im Viertelfinale knapp mit 2:3 techn. Punkten gegen Sim Kwon-ho aus Südkorea, der auch Weltmeister wurde.
In den Jahren 2000 und 2001 wurde Oleg Kutscherenko jeweils CISM-Militär-Weltmeister im Fliegengewicht. Bei der Weltmeisterschaft 2001 kam er aber nur mehr auf den 10. Platz, weil er nach einem Sieg über Natig Aiwasow seinen nächsten Kampf gegen Rachimdschan Assembekow aus Kasachstan knapp (2:3) techn. Punkte verlor und damit nach dem damals geltenden Reglement ausschied.
Im Jahre 2003 startete er dann letztmals bei einer Europa- und bei einer Weltmeisterschaft. Bei der Europameisterschaft in Belgrad kam er im Bantamgewicht, das Fliegengewicht war 2002 abgeschafft worden, auf den 7. Platz, als er nach zwei gewonnenen Kämpfen gegen Marian Sandu aus Rumänien verlor und bei der Weltmeisterschaft dieses Jahres in Créteil belegte er gar nur den 29. Platz, weil er seine beiden Kämpfe gegen Oleg Nemtschenko (1:3 techn. Punkte) und Marian Sandu (3:4 techn. Punkte) jeweils knapp verlor.
Die deutsche Meisterschaft gewann Oleg Kutscherenko zwischen 1997 und 2004 insgesamt achtmal. Für seinen Verein den KSV Köllerbach kämpfte er nach seinem Rücktritt von der internationalen Bühne noch bis zum Jahre 2007.

## Internationale Erfolge
| Jahr | Platz | Wettbewerb                              | Gewichtsklasse | Ergebnis |
| ---- | ----- | --------------------------------------- | -------------- | --- |
| 1987 | 1.    | Junioren-WM (Espoirs) in Burnaby/Kanada | Papier         | vor Wilber Sánchez, Kuba, Rosario Schmitt, BRD und Min Kyun-gab, Südkorea |
| 1988 | 1.    | Welt-Cup in Athen                       | Papier         | vor Lewis Dorrance, USA und Orion Cordobes, Kuba |
| 1989 | 3.    | EM in Oulu                              | Papier         | hinter Markus Scherer, BRD und Daniel Jankow, Bulgarien, vor Andrzej Głąb, Polen und József Faragó, Ungarn |
| 1989 | 1.    | WM in Martigny/Schweiz                  | Papier         | vor Lars Rønningen, Norwegen, Kwan Duk-yong, Südkorea, Lewis Dorrance und Andrzej Głąb |
| 1990 | 2.    | EM in Posen                             | Fliegen        | hinter Jon Rønningen, Norwegen, vor Valentin Rebegea, Rumänien, Csaba Vadász, Ungarn und Ismo Kamesaki, Finnland |
| 1990 | 1.    | WM in Rom                               | Papier         | vor Raiko Marinow, Bulgarien, Yasuichi Ebina, Japan, Vincenzo Maenza, Italien und Wilber Sánchez |
| 1991 | 5.    | WM in Warna                             | Fliegen        | hinter Raúl Martínez Alemán, Kuba, Shawn Sheldon, USA, Jon Rønningen und Valentin Rebegea, vor Bratan Zenow, Bulgarien |
| 1992 | Gold  | OS in Barcelona                         | Papier         | mit Siegen über Lars Rønningen, Norwegen, Kwan Duk-yung, Südkorea, Masamori Ohashi, Japan, Iliuță Dăscălescu, Rumänien, Wilber Sánchez und Vincenzo Maenza                                                                         |
| 1995 | 1.    | Großer Preis von Deutschland in Koblenz | Papier         | vor Hiroshi Kado, Japan, Sergei Gürokosjan, Russland und Bayram Özdemir, Türkei |
| 1995 | 3.    | EM in Besançon                          | Papier         | hinter Ioannus Agatzanjan, Griechenland und Zafar Gulijew, Russland, vor Aljaksandr Paulau, Ukraine und Fariborz Besarati, Schweden                                                                                                |
| 1995 | 4.    | WM in Prag                              | Papier         | hinter Sim Kwon-ho, Südkorea, Hiroshi Kado, Japan und Zafar Gulijew, vor Mujaahid Maynard, USA und Aljaksandr Paulau |
| 1996 | 2.    | Großer Preis von Italien in Faenza      | Papier         | hinter Wilber Sánchez, vor Francesco Cosentino, Italien |
| 1996 | 12.   | OS in Atlanta                           | Papier         | mit Sieg über Taha Agasanal Saidow, Aserbaidschan und Niederlagen gegen Wilber Sánchez und Kang Yong Gyun, Nordkorea |
| 1997 | 4.    | EM in Kouvala/Finnland                  | Fliegen        | mit Sieg über Vicente Lillo Garcia, Spanien, Niederlage gegen Oleg Nemtschenko, Russland, Siegen über Ercan Yıldız, Türkei, Valentin Rebegea und Natig Aiwasow, Aserbaidschan und einer weiteren Niederlage gegen Oleg Nemtschenko |
| 1997 | 1.    | Großer Preis von Ungarn in Nyíregyháza  | Fliegen        | vor Farchad Magermarow, Weißrussland, Ercan Yıldız und Zigmunds Jansons, Lettland |
| 1998 | 6.    | Turnier in Nikea/Griechenland           | Fliegen        | mit Siegen über Teero Eerik Katajisto, Finnland und Vanhan Juharjan, Armenien und einer Niederlage gegen Masatoshi Toyota, Japan                                                                                                   |
| 1998 | 5.    | EM in Minsk                             | Fliegen        | mit Siegen über Petr Švehla, Tschechien und Andrij Kalaschnykow, Ukraine und Niederlagen gegen Natig Aiwasow und Marian Sandu, Rumänien                                                                                            |
| 1998 | 3.    | Großer Preis von Deutschland in Aachen  | Fliegen        | hinter Hui Wang, China und Salah Belguidem, Frankreich, vor Joakim Söderman, Schweden und Petr Švehla |
| 1998 | 6.    | WM in Gävle/Schweden                    | Fliegen        | mit Siegen über Jordan Anew, Bulgarien, Shawn Sheldon und Francesco Cosentino und Niederlagen gegen Sim Kwon-ho, Südkorea und Khaled Al-Faraj, Syrien                                                                              |
| 1999 | 3.    | Großer Preis von Polen in Warschau      | Fliegen        | hinter Dariusz Jabłoński, Polen und Alfred Ter-Mkrtchyan, Deutschland |
| 2000 | 1.    | CISM-Militär-WM in Camp Lejeune/USA     | Fliegen        | vor Mücahit Vardal, Türkei, Jeff Cerrone, USA und Nguyen Van Bien, Vietnam |
| 2001 | 1.    | CISM-Militär-WM in Split                | Fliegen        | vor Dimitri Jurkin, Russland und Alexander Moskalischew, Ukraine |
| 2001 | 10.   | WM in Patras                            | Fliegen        | mit Sieg über Natig Aiwasow und Niederlage gegen Rachimdschan Assembekow, Kasachstan |
| 2003 | 3.    | „Nikola-Petrow“-Memorial in Sofia       | Bantam         | hinter Bayram Özdemir und Ercan Yıldız, vor Boris Ambarzumow, Russland und Iwo Angelow, Bulgarien |
| 2003 | 7.    | EM in Belgrad                           | Bantam         | mit Siegen über Petr Švehla und Svajunas Adomaitis, Litauen und einer Niederlage gegen Marian Sandu |
| 2003 | 2.    | CISM-Militär-WM in Istanbul             | Bantam         | hinter Bayram Özdemir, vor Natig Aiwasow und Wang Zhoubin, China |
| 2003 | 29.   | WM in Créteil                           | Bantam         | nach Niederlagen gegen Oleg Nemtschenko und Marian Sandu |
| 2004 | 5.    | Olympia-Qualif.-Turnier in Taschkent    | Bantam         | Sieger: Masatoshi Toyota, Japan vor Gaidar Mamedaliew, Russland |

## Deutsche Meisterschaften
| Jahr | Platz | Gewichtsklasse | Ergebnis                                                                      |
| ---- | ----- | -------------- | ----------------------------------------------------------------------------- |
| 1997 | 1.    | Fliegen        | vor Rainer Öhme, RWG Mömbris-Königshofen und Alexander Kamke, AC Köln-Mülheim |
| 1998 | 1.    | Fliegen        | vor Rosario Schmitt, AV Reilingen und Rainer Öhme                             |
| 1999 | 1.    | Fliegen        | vor Sascha Kern, RWG Mömbris-Königshofen und Dennis Nowka, 1. Luckenwalder SC |
| 2000 | 1.    | Fliegen        | vor Marco Greifelt, SV Johannis Nürnberg und Sascha Kern                      |
| 2001 | 1.    | Fliegen        | vor Marco Geifelt und Dennis Nowka                                            |
| 2002 | 1.    | Bantam         | vor Michael Böh, SV Germania Weingarten und Dariusz Porwol, ASV Tuttlingen    |
| 2003 | 1.    | Bantam         | vor Sergej Skrypka, KSK Konkordia Neuss und Dariusz Porwol                    |
| 2004 | 1.    | Bantam         | vor Sergej Skrypka und Thomas Berger, RV Thalheim                             |

Anm.: alle Wettbewerbe im griechisch-römischen Stil, OS = Olympische Spiele, WM = Weltmeisterschaft, EM = Europameisterschaft, Papiergewicht, bis 1996 bis 48 kg, ab 1997 abgeschafft, Fliegengewicht, bis 1996 bis 52 kg, von 1997 bis 2001 bis 54 kg, danach abgeschafft, Bantamgewicht, seit 2002 bis 55 kg Körpergewicht